# کریستینا کوئوجیچیک
کریستینا کوئوجِـیچیک (لهستانی: Krystyna Kołodziejczyk؛ ‏۳۰ مارس ۱۹۳۹–۱۳ سپتامبر ۲۰۲۱) بازیگر و صداپیشه اهل لهستان بود.
از فیلم‌ها یا مجموعه‌های تلویزیونی که وی در آن‌ها نقش داشته‌است، می‌توان به گا، گا، درود بر قهرمانان، رانندگان جایگزین، هتل زرافه و کرگدن، چهار تانکچی و یک سگ، چهل‌ساله، به‌دور از جاده، یانا، خانه، طایفه، سال‌های شیرین، خودِ زندگی، ۳۹ و نیم، کمیسر آلکس، پدر متیو، دهن‌به‌دهن، وقتی منو بگیری باهام چکار می‌کنی؟ و خرده‌دهقانان اشاره نمود.